# Hans Holbein el Viejo
Hans Holbein (Augsburgo, 1465-Issenheim, 1524) fue un pintor alemán. Él y su hermano Sigmund o Sigismund Holbein pintaron varias obras religiosas al final del estilo gótico. Hans el Viejo fue un pionero y líder en la transición del arte alemán desde el estilo gótico al renacentista.

## Vida
De su biografía sólo se conocen algunos datos. Trabajó principalmente en Augsburgo. Su etapa de plena madurez puede situarse en torno a 1502, época en la que trabajaba con la asistencia de un nutrido taller en dicha ciudad. En 1517, debido a problemas económicos, se estableció en Issenheim, donde murió. 
Sus hijos Hans Holbein el Joven y Ambrosius Holbein recibieron de su padre las primeras lecciones de pintura. Ejerció gran influencia en la Alemania meridional.

## Estilo

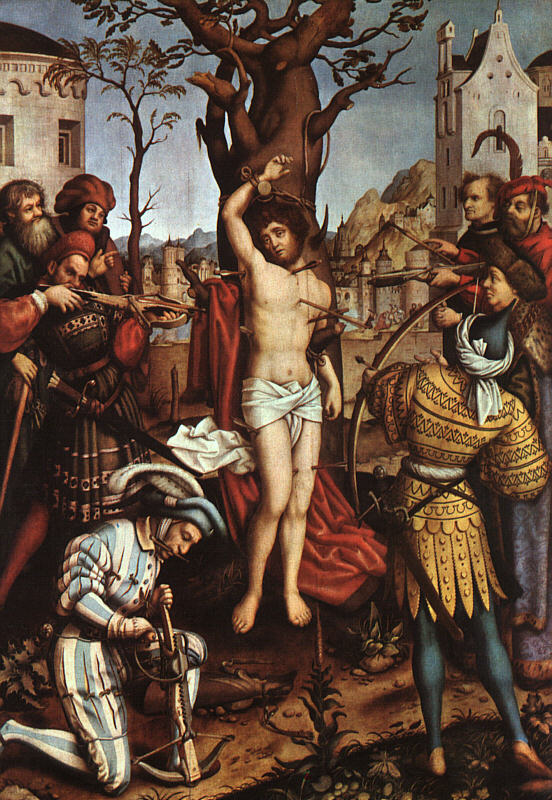
El Martirio de San Sebastián, h. 1516, Antigua Pinacoteca, Múnich.

Hans Holbein el Viejo es un pintor gótico del siglo XV. Su obra es principalmente de temática religiosa, en particular retablos, trípticos o polípticos. En este tipo de cuadros seguía las tradiciones de la iconografía religiosa. También cultivó el retrato, siguiendo tendencias más modernas, con avanzado sentido naturalista en busca de la personalidad individual de los modelos, personajes de la sociedad burguesa centroeuropea. Muestra al principio la influencia de Van der Weyden y, a partir de 1501, la de Mathias Grünewald.
Su técnica se basaba en un dibujo preciso y minucioso, cuyas líneas son claramente perceptibles bajo la capa pictórica, gracias al envejecimiento de ésta.

## Obra
- Muerte de la Virgen (h. 1495), Museo de Arte de Basilea. Formó parte de un retablo dedicado a los santos Ulrico y Afra en la iglesia de Augsburgo, actualmente disperso. Representa una escena de interior, con una ventana a través de la cual se vislumbra un castillo. La figura central es la Virgen con una vela encendida y rodeada de los apóstoles: San Pedro a la derecha y San Juan a la izquierda. La influencia gótica se denota en el empleo de oro en el fondo del paisaje, en las aureolas y el tejido de la túnica de la Virgen.
- Flagelación de Cristo (1502), Antigua Pinacoteca, Múnich. Escena perteneciente al altar de Kaisheimer. El drama se expresa en los rostros, caricaturescos y agresivos en un rasgo típico de la pintura germánica.
- Martirio de San Sebastián (1516), Antigua Pinacoteca, Múnich. Es la tabla central de un tríptico que incluía representaciones de santa Bárbara y santa Isabel, que tenía como destino la iglesia de Santa Catalina, de la orden dominica en Augsburgo. El medievalismo de la pintura se delata en la ubicación del santo en el eje central. Pero se observa un tratamiento realista de los personajes.
- Retrato de una mujer de 34 años (1516-17), Museo de Arte de Basilea. Es una muestra de la capacidad de captación psicológica de Hans Holbein el Viejo. Se representa media figura de la dama, con su edad inscrita en la parte inferior del marco original, con un traje de alta cintura y los cabellos recogidos en una toca de tejido transparente.
- Retrato de un hombre con gorro negro (atribuido), Metropolitan Museum de Nueva York.

## Galería

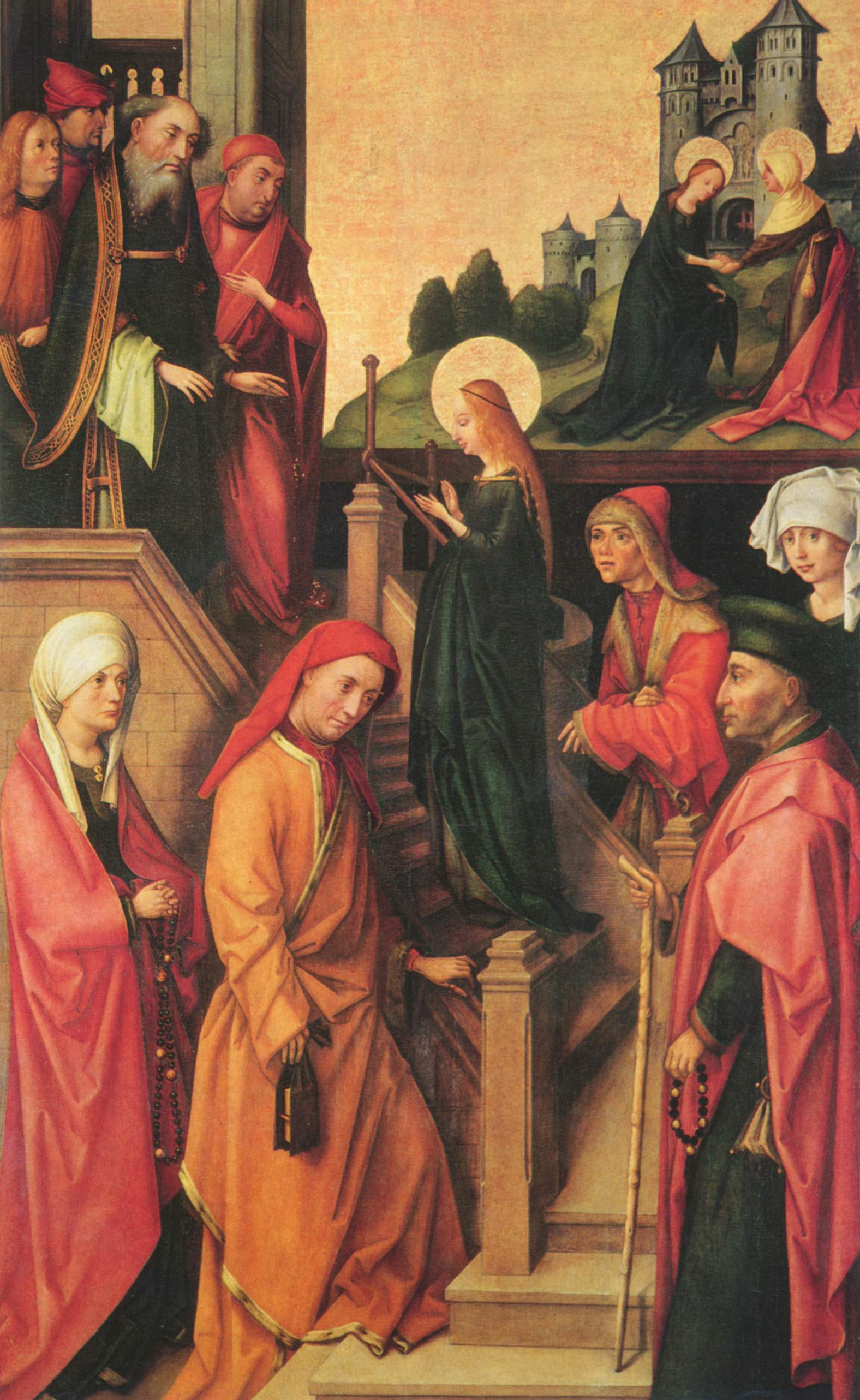
María camino del templo, 1493, Catedral de Augsburgo.
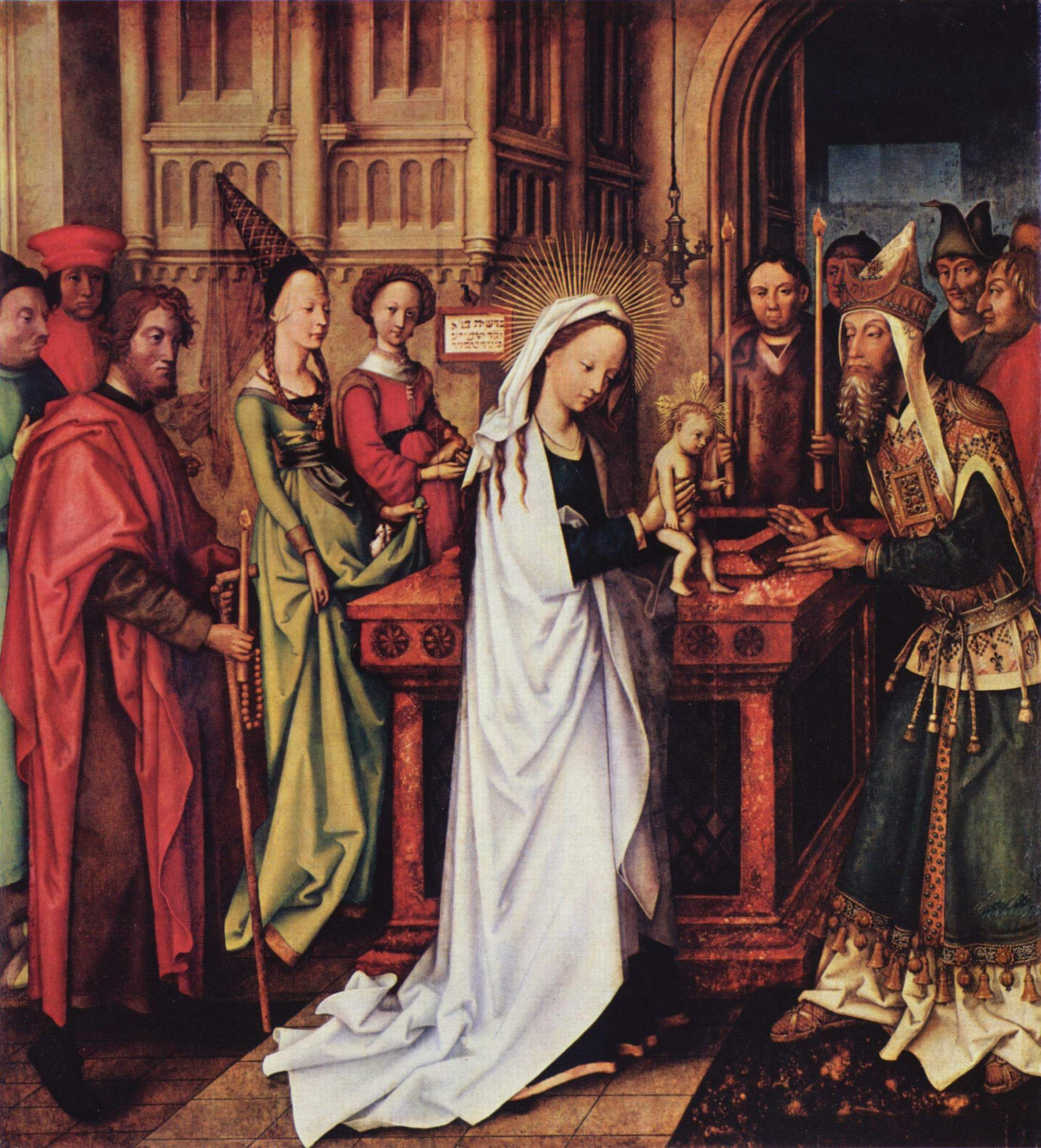
Presentación de Cristo en el templo, h. 1500-1501, Kunsthalle de Hamburgo.
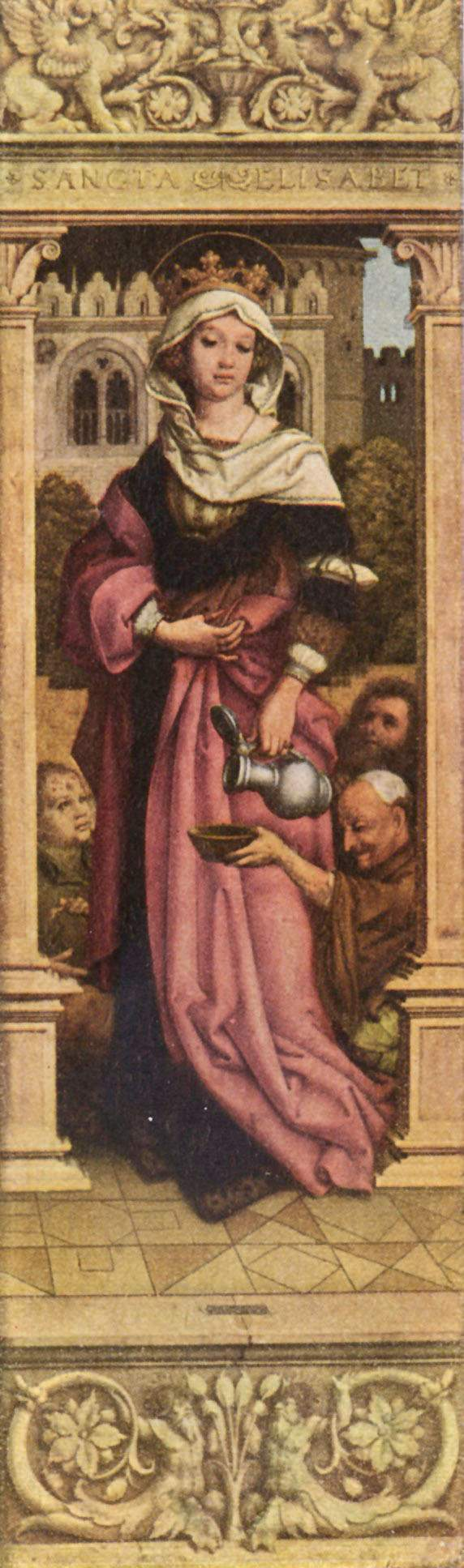
Santa Isabel de Hungría, h. 1500-1510, Antigua Pinacoteca, Múnich.
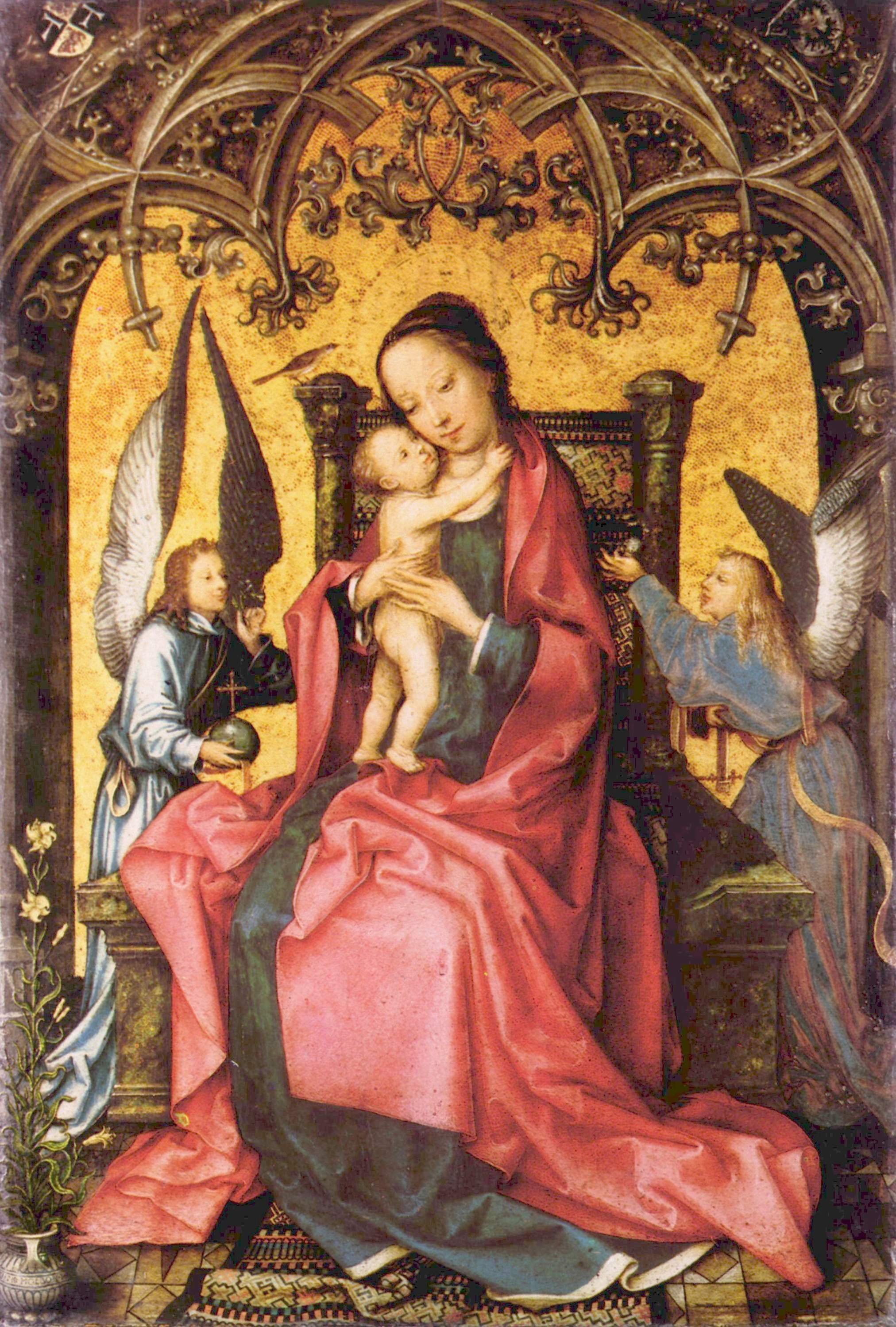
Virgen con el Niño y ángeles, h. 1502, Germanisches Nationalmuseum, Núremberg.
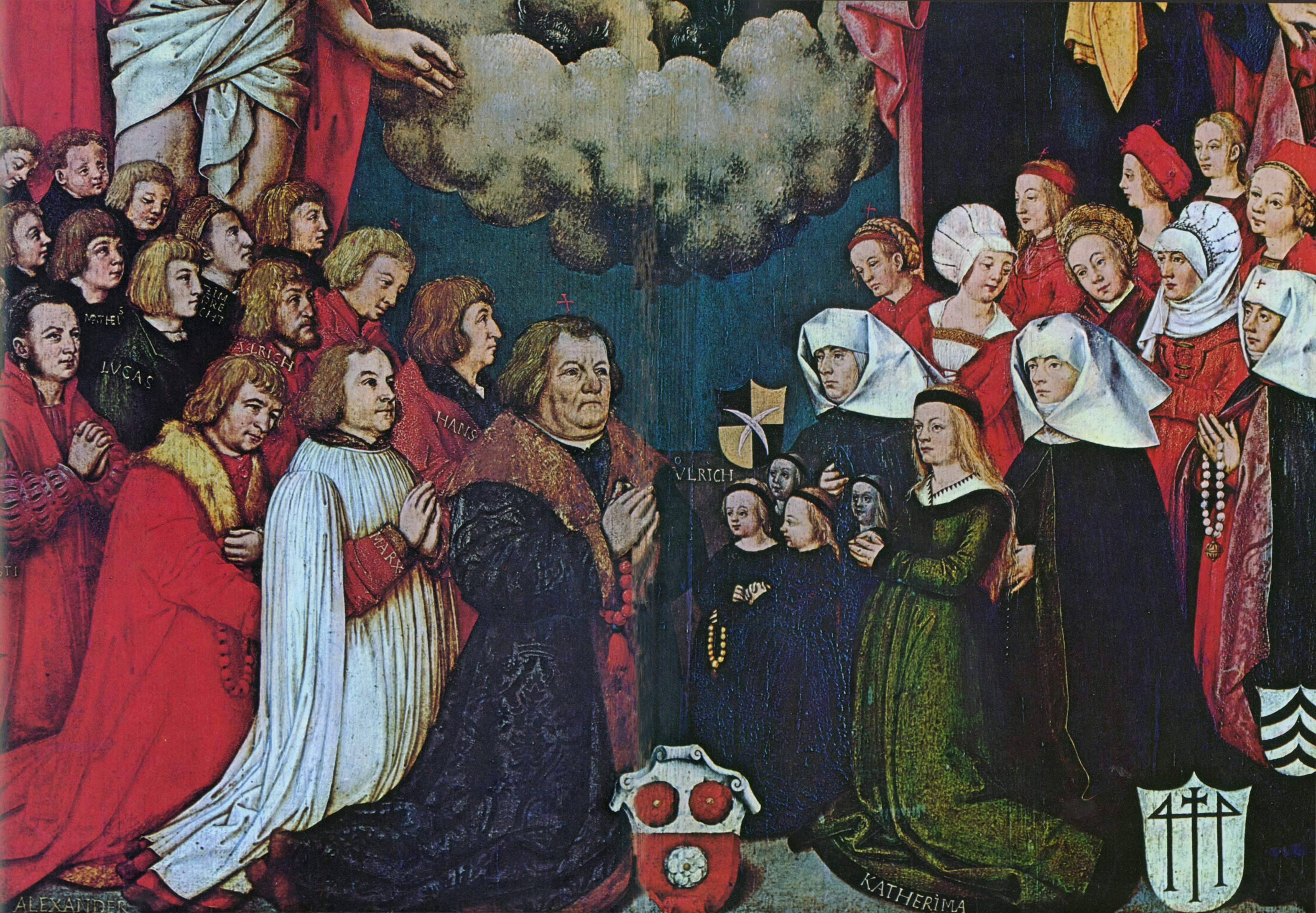
Detalle del Retrato de Ulrich Schwartz y su familia, h. 1503, Staatsgalerie, Städtische Kunstsammlungen, Augsburgo
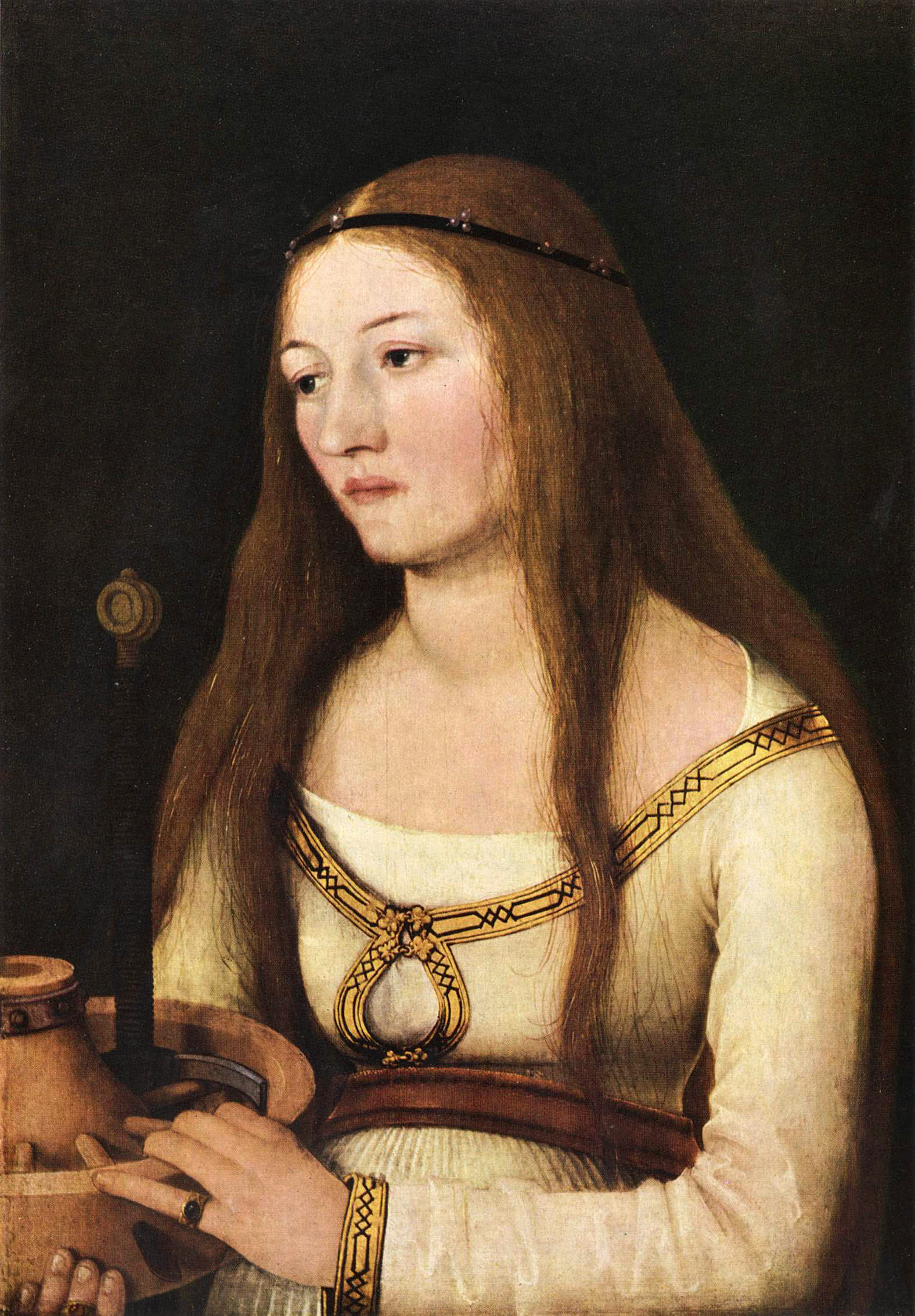
Catalina Schwartz como Santa Catalina, h. 1509-1510, Schloßmuseum, Schloß Friedenstein, Gotha.
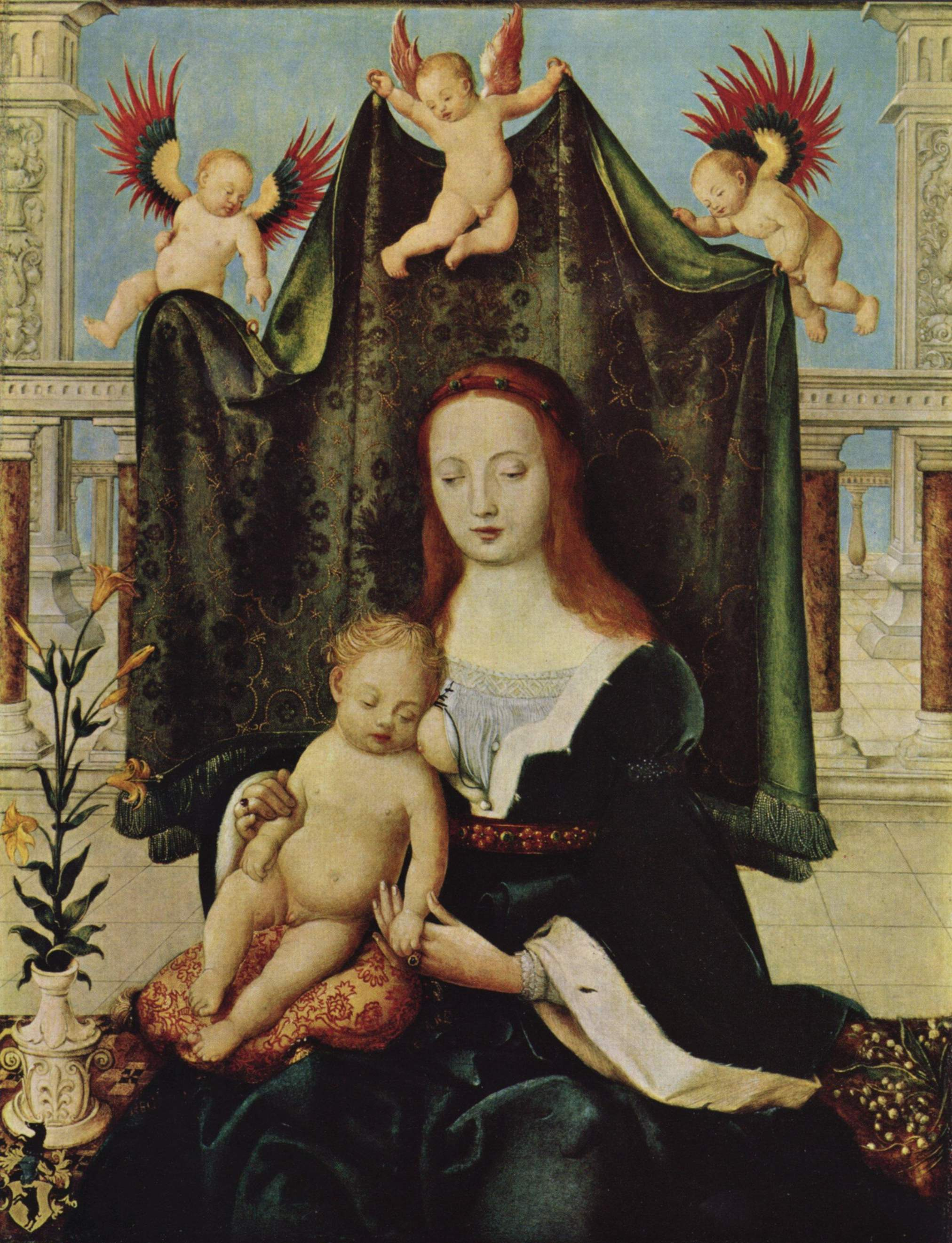
Virgen con el Niño, h. 1515-1516, Sammlung Julius Böhler, Múnich.
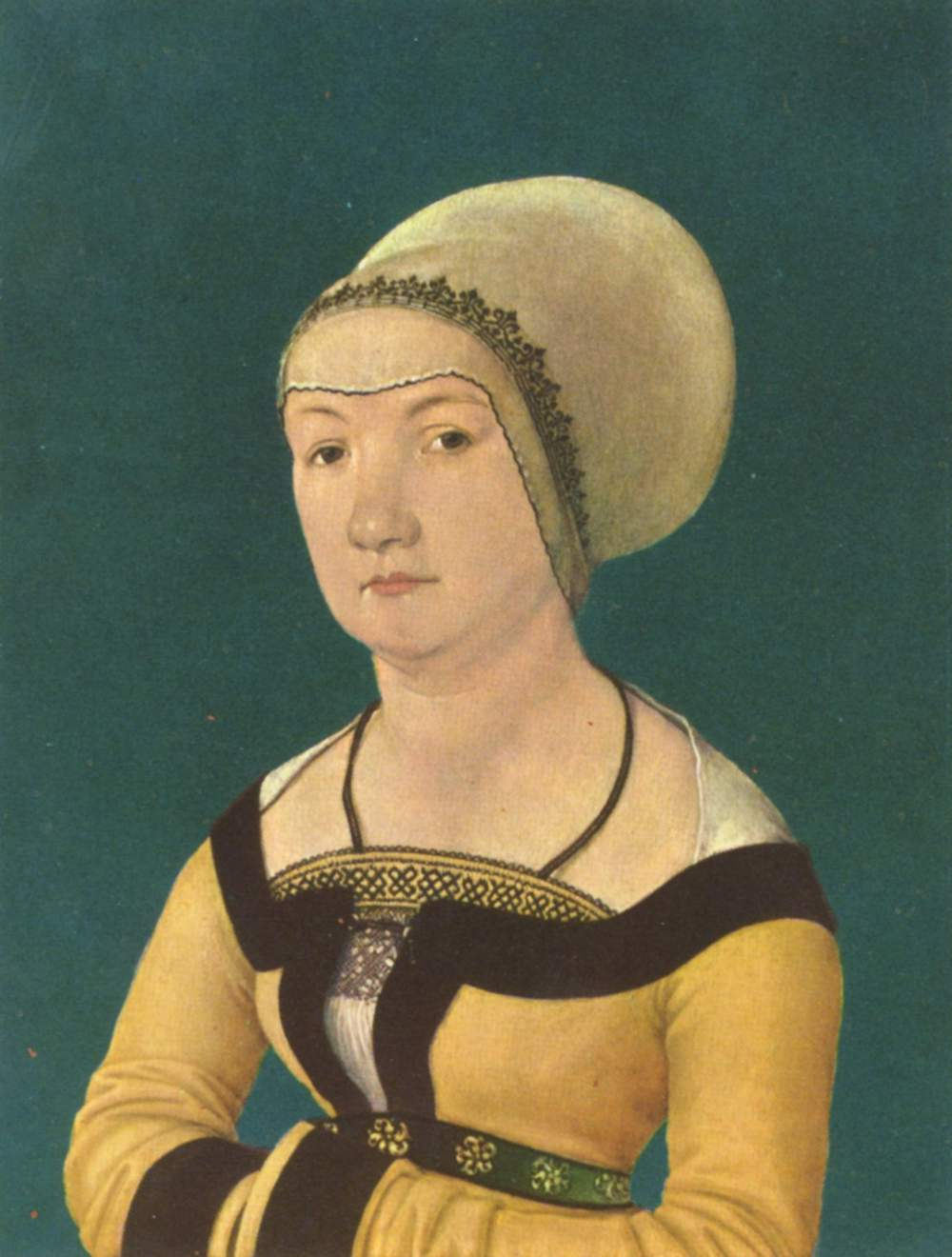
Retrato de una mujer de 34 años, 1516-1517, Museo de Arte de Basilea.